# Hospital de la Madre y el Niño
El Hospital de la Madre y el Niño es un hospital público de la ciudad de Formosa (Argentina).

## Historia
El Hospital de la Madre y el Niño se inauguró en 1976 como hospital psiquiátrico. El 3 de agosto de 1983 se convirtió en hospital de niños, incluyendo planta de maternidad.
El hospital brinda servicios de guardia, internación, consultorios externos, laboratorio e imágenes, entre otros. Su especialización pediátrica incluye la tocoginecología, neonatología, enfermería, cardiología, endocrinología, nutrición, odontología, kinesiología y fisioterapia.